# La herencia (película de 2015)
La herencia es una película de comedia peruana de 2015, escrita y dirigida por Gastón Vizcarra. Está protagonizada por Tatiana Astengo, Christian Thorsen, Aldo Miyashiro, Alessandra Denegri, Jesús Alzamora, Claudia Dammert y el debut cinematográfico de Korina Rivadeneira.[cita requerida]
Se estrenó el 23 de julio de 2015 en los cines peruanos.

## Sinopsis
Los Bailetti, una familia de clase alta, se entera de que su abuelo ha muerto y que ha dejado una gran herencia.[cita requerida] Para recogerlo solo hay una curiosa condición: deben pasar un fin de semana juntos. Al encuentro llegarán nuevos y desconocidos miembros de la familia de todo el Perú, generando una serie de enredos.

## Elenco
Los actores que participan en esta película son:
- Tatiana Astengo
- Christian Thorsen
- Aldo Miyashiro
- Alessandra Denegri
- Jesús Alzamora
- Claudia Dammert
- Christian Ysla
- Liliana Trujillo
- Armando Machuca
- Matías Raygada
- Korina Rivadeneira[5]
- Guajaja
- Julio Díaz
- Tiffany Terrones

## Producción
La película comenzó a rodarse a finales de enero de 2015 en la capital peruana Lima. Además, marca el debut cinematográfico de la modelo y actriz Korina Rivadeneira, tras haber trabajado en programas de televisión y el actor infantil Matías Raygada, exparticipante de Pequeños gigantes. El tema musical quedó a cargo de la cantante Killary, quién asumió el rol de intérprete del tema musical con el nombre de la película.

## Recepción

### Recepción de la crítica
Esta película fue criticada debido a la baja calidad, especialmente por la actuación de la venezolana Korina Rivadeneira y la decadencia del cine peruano en los últimos años.[cita requerida]
Sebastián Zavala de cinencuentro.com escribió: «La herencia es una mala película. Tiene elementos salvables, algunas buenas interpretaciones y no es muy larga, pero como comedia, como producto audiovisual profesional, es bastante desastrosa». Por su parte, Omar Cáceres de lamula.pe respalda a la película escribiendo: «La herencia es una linda película que respeta al espectador. No provocará muchas risas, no será la gran historia que uno esperaría de una comedia, pero no degradará visualmente. Quizá con una mejora en el guión (una historia más arriesgada y menos predecible) hubiera funcionado mejor». Además, La herencia se declaró que no es «tan terrible» que el otro largometraje cómico El pequeño seductor, protagonizada por el cómico Miguel Barraza.

### Taquilla
La película presentó su primer avance en mayo de 2015 con todo el elenco completo. Además, atrajo a 127.714 espectadores a lo largo de su paso por los cines peruanos.